# Злісна проблема
Злісна проблема (англ. Wicked problem — злісна, дика, брудна, диявольська проблема) — термін, що використовується для проблеми, яку складно або неможливо вирішити внаслідок неповноти, суперечності або мінливості інформації і вхідних умов.
«Злісні» проблеми, як правило, настільки вписані в контекст, що рішення може стати джерелом ряду нових складнощів. У таких проблем не може бути єдино правильного рішення. Проблеми такого роду протиставляються «простим», вирішуваним проблемам, які зустрічаються в логіці, фізиці, математиці і інших точних науках.
Термін запропонував Хорст Ріттель (Rittel H.) — він же запропонував метод роботи з такими проблемами — IBIS — Інформаційні системи, що ґрунтуються на проблемах або проблемно-орієнтовані інформаційні системи. В протилежність злісним і диким — є приручені проблеми
У 1970-х роках Хорст Ріттель назвав проблеми, що характеризуються невизначеністю і складністю, «злісними» проблемами. Проблеми такого типу потребують широкого обговорення, а консенсус може бути досягнуто через представлення під час дискусії альтернативних варіантів шляхів їх розв'язання та конкуруючих інтересів. Процес вироблення політики є вдалим прикладом «злісної» проблеми, що має такі типові характеристики:
- його непросто визначити таким чином, щоб усі зацікавлені сторони погодилися, що саме пропонована проблема потребує розв'язання;
- у ньому немає чітких правил щодо завершення, є лише часові обмеження для консультацій, що означає кінець періоду обговорення варіантів розв'язку проблеми;
- немає чітко визначеного правильного чи хибного підходу, натомість — кращі чи гірші варіанти розв'язку;
- важко запропонувати об'єктивне вимірювання успіху;
- вироблення політики є ітеративним процесом;
- треба відшукати варіанти розв'язку та/або альтернативи політики;
- незважаючи на те, що альтернативи політики можуть бути подібними, кожна з них є унікальною;
- для визначення проблеми як питання для обговорення необхідний певний рівень деталізації;
- завжди є значний моральний і політичний тиск стосовно можливої невдачі.

## Характерні ознаки злісних проблем
Ви не можете зрозуміти проблему, поки не запропонуєте рішення.
Кожне рішення, яке пропонується, розкриває нові аспекти проблеми. Нові аспекти вимагають подальшого коригування потенційних рішень. У вас немає чіткого визначення — «Що є проблемою». Проблема погано структурована і містить набір взаємозв'язаних проблем і обмежень, що розширюється. Як писав Ріттель — не можна зрозуміти проблему поза контекстом, в якому вона існує; не можна вести осмислений пошук інформації, не уявляючи собі концепції вирішення проблеми, не можна спочатку зрозуміти проблему, а вже потім її вирішити. Визначення того, в чому полягає проблема, залежатиме від того, кого ви запитуватимете. У різних зацікавлених сторін є свої уявлення про проблему і способи її рішення.
У злісній проблемі немає правил, за якими можна судити, що проблема вирішена.
Оскільки немає чіткого визначення проблеми, то немає і чіткого визначення рішення. Процес вирішення проблеми завершується тільки коли вичерпався один з ресурсів — час, гроші або енергія, яку ви витрачаєте на вирішення цієї проблеми, а зовсім не тоді, коли отримано найкраще рішення. Ви зупиняєтеся тоді, коли рішення є не найкращим, а хоча б задовільним.
Рішення злісної проблеми не можна оцінити як правильні чи неправильні.
Рішення може бути просто «краще», «гірше», «досить добре», або «не досить добре». В процесі вирішення злісної проблеми визначення якості рішення не є об'єктивним і не може бути виведене з математичних формул. Рішення брудних проблем оцінюються в соціальному контексті, коли в результатах оцінки зацікавлені групи людей з різними цілями і цінностями.
Кожна злісна проблема є новою і унікальною.
Оскільки злісна проблема пов'язана з великим числом чинників і умов, вбудованими в соціальний контекст, то немає однакових проблем і рішень, які могли б використовуватися в схожих ситуаціях. Проблеми побудови метро в різних містах можуть виглядати як подібні, але характер розселення жителів, звички громадян в різних географічних областях, розташування центру міста тощо відмінності можуть переважувати цю подібність. З часом можна придбати мудрість і досвід розгляду злісних проблем, але по відношенню до конкретної злісної проблеми людина завжди залишається новачком. Не можна сказати, що таку проблему ми вже вирішували.
Кожна спроба рішення є втручанням в проблему.
Не можна побудувати автостраду, тільки для того, щоб подивитися, як вона працює. Не можна нічого дізнатися про проблему, не спробувавши рішення, але всяке рішення вже міняє ситуацію і породжує нові злісні проблеми.
У злісних проблем немає заданих рішень.
Для таких проблем може не бути рішень взагалі. Або може бути безліч можливих рішень, які розроблені і безліч рішень, про які ніхто ніколи навіть не думав. Це питання творчої розробки рішень, а також оцінки та відбору найбільш вдалих рішень.

## Метафори проблем-хмар
Англійський письменник і радник Тоні Блера, Чарльз Ледбітер в роботі Remixing Cities: Strategy for the City 2.0 використовує метафору проблеми-годинника і проблеми-хмари.
Проблема-годинник — чітка і зрозуміла.
Зламався годинник, треба полагодити — знайти місце поломки і усунути несправність.
Проблема-хмара — залежить від безлічі людей.
Така проблема не піддається точній діагностиці і її рішення залежить від безлічі учасників. Міські проблеми, проблеми здорового способу життя, соціальні та політичні проблеми — усе це приклади злісних або хмарних проблем. Що потрібно зробити, щоб жителі відчували себе в безпеці? Як зробити так, щоб підлітки хотіли вчитися? Як знизити викиди вуглекислого газу в місті? — Все це хмарні проблеми.

## Способи вирішення проблем-хмар
Хмарні, злісні проблеми не можуть бути вирішені на основі традиційного підходу. Основною причиною цього є те, що не існує чіткого визначення хмарної проблеми. У статті, опублікованій в 2000 році, Робертс виділяє наступні стратегії, що допомагають впоратися зі злісними проблемами:
Авторитарні
Відповідальність за вирішення проблеми зосереджується в руках кількох чоловік. Скорочення числа зацікавлених сторін зменшує складність проблеми. Недоліком є те, що залучені у вирішенні проблеми експерти можуть не володіти баченням усіх перспектив, необхідних для вирішення проблеми.
Конкурентні
Порівнюються протилежні точки зору і йде змагання сторін, що пропонують різні рішення. Перевагою такого підходу є те, що пропонуються і порівнюються різні рішення. Серед цих рішень можуть бути відібрані кращі. Недоліком є формування конфронтаційного середовища, в якому не відбувається обмін знаннями.
Спільні
Залучення усіх зацікавлених сторін до спільної діяльності з пошуку кращих рішень. Учасники не просто висловлюють свої думки, але і активно беруть участь у процесі формування загального рішення. Недоліком такого підходу є те, що досягнення спільного розуміння і вирішення злісної проблеми — це трудомісткий процес. Для підтримки цього процесу можуть бути використані спеціально розроблені інформаційні технології. Прикладом такої технології може служити проблемно-орієнтована інформаційна система.